# Mansa Moussa Sidibé
Pour les articles homonymes, voir Sidibé.
Elhadj Mansa Moussa Sidibé, né en 1947 à Boké (Guinée), est un entrepreneur, ancien ministre de la Pêche et de l'Aquaculture de Guinée et président-directeur général du groupe BCEIP qu'il a fondé en 1996.
Le 22 janvier 2022, il est nommé membre du Conseil national de la transition en tant que représentant des organisations patronales.

## Prix
Le 29 mai 2017, le Prix International de Qualité lui est décerné à New York par le Business Initiative Directions (en).